# Мартынов, Сергей Кашфулгаянович
Серге́й Кашфулгая́нович Марты́нов (род. 2 июня 1962, Нязепетровск, Челябинская область, РСФСР, СССР) — советский и российский серийный убийца и насильник. В 1992 году был осуждён за убийство, сопряжённое с изнасилованием. После освобождения совершил ещё 8 доказанных убийств, сам признавался в 15. На протяжении его розыска считался одним из самых опасных преступников России.

## Биография

### Ранние преступления
Сергей Мартынов родился в городе Нязепетровске (Челябинская область) в 1962 году. По национальности татарин. Жил в Узбекистане и владел узбекским языком. В 1984 году во время службы в армии Мартынов дезертировал, после чего отправился в Афганистан, где тогда шли боевые действия. Он примкнул к моджахедам и стал воевать в их составе против советских войск. В горячей точке Мартынов поймал гранату, и она взорвалась у него в руке, вследствие чего он потерял верхние фаланги на трёх пальцах левой руки и двух пальцах правой руки. В будущем отсутствие пальцев стало основной приметой преступника. Вскоре Мартынов был пойман, и за дезертирство, хулиганство, разбой, грабёж, кражу и побег из мест лишения свободы Военный трибунал Приморского края приговорил его к 7 годам усиленного режима. Отбывал наказание в городе Учкудук Навоийской области Узбекской ССР. В 1989 году Мартынов вышел на свободу условно-досрочно. В селе Раздольное Новосибирского района Новосибирской области украл у милиционера форму, видеокамеру и служебное удостоверение. Но уголовное дело приостановили, так как не смогли найти подозреваемого.

### Первое убийство
Осенью 1991 года в Абакане (Хакасская автономная область) Мартынов изнасиловал и убил несовершеннолетнюю девочку и спрятал в погребе её труп, за что летом 1992 года был приговорён к 15 годам особого режима. В колонии заболел туберкулёзом открытой формы. В 2004 году получил условно-досрочное освобождение за примерное поведение. На свободе стал склонен к употреблению алкогольных и наркотических средств.

### Серия убийств
Мартынов путешествовал по всей стране автостопом, совершая преступления в различных городах страны. Находясь в бегах, подрабатывал электриком и строителем. Зачастую в качестве жертв выбирал пожилых женщин, с которыми знакомился на улице или просил приютить. Представлялся вымышленными именами — Сергеем Михайловичем Константиновым и Сергеем Анатольевичем Ненаховым. Имел поддельные документы на первое имя. Говорил, что приехал на заработки. Часто совершал убийства во время распития спиртных напитков или вскоре после знакомства во время прогулок. В состоянии алкогольного опьянения Мартынов становился неадекватным и склонным к агрессивному поведению. Всего совершил восемь убийств и два покушения на убийства:
- В 2005 году в городе Кемерово попытался изнасиловать несовершеннолетнюю девушку[8]. Он ударил её ножом, но жертва выжила[10]. Мартынов был задержан по горячим следам и его вина была доказана, однако вскоре ему изменили меру пресечения на подписку о невызде и отпустили из-под стражи[11]. В тот же день Мартынов сбежал и был объявлен в федеральный розыск[6][8][9].
- 8 июня 2007 года в городе Глазов, Удмуртия, убил женщину (Светлану Старикову), нанёс ей не менее десяти ударов ногами, ударил скальпелем[4] и вырезал внутренние органы[8][8][9][10].
- 28 июня того же года в селе Вязовка Кстовского района Нижегородской области похитил 8-летнюю девочку[10], дочь своего работодателя, работника правоохранительных органов, с целью потребовать за неё выкуп. Однако затем передумал, отвёл её в лесной массив в районе города Дзержинск, где длительное время подвергал изнасилованиям и издевательствам, после чего бросил в лесу. Девочке удалось выжить[2][4][8][9].
- В марте 2008 года в Екатеринбурге зарезал свою сожительницу Ираиду Соломенину[4][6].
- В мае того же года во Владимире убил послушника Сергея Брюханова, ограбил церковь Константина и Елены в Алексиевском Константино-Еленинском мужском монастыре, вскрыв и украв из кассы большую сумму денег и драгоценностей[4][8][9][10].
- В том же году в Угличском районе Ярославской области убил ещё одну женщину (Надежду Рогозину)[4][6].
- В том же году в ноябре в посёлке Знаменка Орловской области ударом ножа в сердце убил свою 52-летнюю сожительницу Галину Аленичеву[4][8][9][10].
- В начале 2010 года в городе Грязи Липецкой области во время пьяной ссоры убил бездомную алкоголичку Евгению Глазунову, нанёся ей многочисленные удары монтировкой по голове и другим частям тела[4][6].
- В том же году в августе в Уфе, Башкортостан, Мартынов убил 70-летнюю Тамару Андреевну Садикову (род. 1 августа 1940 года)[5]. Он нанёс ей многочисленные удары ножом, после чего посмертно изнасиловал[4]. Из квартиры убитой забрал мобильный телефон и видеокамеру. На месте убийства он оставил две записки, в одной из них написал, что не боится «ментов» и в 12.00 будет в Челябинске[8]. Во второй, адресованной сыну убитой Сергею, назвал его «хорошим парнем» и сказал, что «избавил его от обузы»[1][5]. Записку Мартынов окончил словами «храни тебя бог»[4][10].
- В том же году осенью в Семилукском районе Воронежской области задушил кожаным ремнём женщину (Надежду Чистякову). Её труп был найден в сентябре 2010 года[4][8][9].

Это далеко не полный перечень всех преступлений, которые мог совершить Мартынов. Всего было доказано, что после условно-досрочного освобождения он совершил 8 убийств, хотя подозревали его как минимум в 10: в убийстве 53-летней женщины, собиравшей грибы, в августе 2008 года в лесу в районе деревни Ермолино в Новгородской области (у неё были вырезаны грудь и сердце) и в убийстве гражданина Узбекистана, тело которого было замуровано в бетон, во время бытовой ссоры в селе Ямное Рамонского района Воронежской области. Также Мартынов рассказал о двух убийствах в Томске, двух убийствах в Новосибирске и одном убийстве в Ижевске. Однако эти убийства не были доказаны. Сам Мартынов рассказывал, что убил не менее 15 человек, и убийство женщины в Воронеже не было последним.

### Арест, следствие и суд
За два месяца до своего ареста поселился в селе Новая Усмань в Воронежской области. Там он устроился в придорожное кафе «Джамбул» работать электриком и разнорабочим. По рассказам его коллег, он был тихим и исполнительным. Арестован в ночь на 19 ноября 2010 года в кафе, в котором он работал и ночевал. На маньяка вышли благодаря сигналу сотового телефона женщины, убитой в Уфе. При нём был нож. При задержании не оказывал сопротивления, так как арест был для него полной неожиданностью.
Мартынов активно сотрудничал со следствием. Глумление над трупами убитых им женщин объяснял любопытством. Также он попросил посадить к нему в камеру кого-нибудь, чтобы убить. Кроме того, объявил голодовку, требуя встречи с прокурором.
9 ноября 2012 года Воронежский областной суд приговорил Сергея Мартынова к пожизненному лишению свободы. На приговор Мартынов отреагировал спокойно. На суде сказал, что раскаивается и сожалеет о содеянном, а так же считает приговор справедливым. Отбывает наказание в исправительной колонии особого режима «Белый лебедь» в городе Соликамске Пермского края. Мартынов содержится в камере-одиночке, так как неоднократно выражал желание убивать своих сокамерников. В первые годы тюремного заключения поверил в бога и увлёкся православием.

## В массовой культуре
- Документальный фильм «Доказательства вины» из цикла «Кто следующий?» (2010)
- Документальный фильм «Как я стал маньяком» из цикла «Очная ставка» (2011)
- Документальный фильм «Почерк маньяка» из цикла «Доказательства вины» (2012)
- Документальный фильм «За гранью» из цикла «Честный детектив» (2013)
- Документальный фильм «Скиталец» из цикла «По следу монстра» (2021)